# 米爾內 (盧茨克區)
50°35′34″N 24°53′38″E / 50.59278°N 24.89389°E
米爾內（烏克蘭語：Мирне），是位於烏克蘭西北部的村莊，由沃倫州盧茨克區的霍羅希夫市鎮負責管轄。該村始建於1540年，面積33.03平方公里，海拔高度217米，2001年人口1,222，人口密度每平方公里37人。